# Cloreto de nitrosilo
Cloreto de nitrosilo é o composto de fórmula química 
NOCI.